# Bebryce bocki
Bebryce bocki is een zachte koraalsoort uit de familie Plexauridae. De koraalsoort komt uit het geslacht Bebryce. Bebryce bocki werd in 1931 voor het eerst wetenschappelijk beschreven door Aurivillius. 